# Лисенко Василь Гаврилович
Василь Гаврилович Лисенко (15 вересня 1932, Таганрог — 6 березня 1975, Київ) — український історик, дослідник історії міжнаціональних відносин.

## Біографія
Народився 15 вересня 1932 року в місті Таганрозі (нині Ростовської області Росії). 1956 року закінчив історичний факультет Кишиніського університету. У 1956–1958 роках — директор Ромазанської семирічної школи Ришканського району Молдавської РСР. У 1958–1961 роках — працівник Черкаського обкому ЛКСМУ, у 1961–1963 роках — консультант-методист, у 1963–1969 роках — інструктор відділу пропаганди і агітації Черкаського обкому КПУ. У 1968 році захистив кандидатську дисертацію на тему: «Зміцнення економічного та культурного співробітництва між Молдавською і Українською РСР (1959–1965 рр.)». У 1969–1973 роках — молодший науковий співробітник відділу історії комуністичного будівництва, у 1973–1975 роках — старший науковий співробітник відділу проблем історії народів СРСР (з 1973 року — історії дружби народів СРСР) Інституту історії АН УРСР.
Помер в Києві 6 березня 1975 року. Похований у Черкасах.

## Основні праці
- В единой семье к единой цели. — Кишинев, 1971;
- Мости братерства: До 30-річчя утворення Молдавської РСР. — Київ, 1970;
- Чуття єдиної родини. — Дніпропетровськ, 1968 (у співавторстві);
- Героїчна сторінка в літописі Великої Вітчизняної війни. — Черкаси, 1968 (у співавторстві);
- Славна перемога. — Черкаси, 1968 (у співавторстві).